# Xuantu
| Chinesische Bezeichnung   | Chinesische Bezeichnung |
| ------------------------- | ----------------------- |
| Traditionell:             | 玄菟郡                  |
| Vereinfacht:              | 玄菟郡                  |
| Pinyin:                   | Xuántú Jùn              |
| Wade-Giles:               | hsüant'u chün           |
| Koreanische Bezeichnung   |                         |
| koreanisches Alphabet:    | 현도군                  |
| chinesische Zeichen:      | 玄菟郡                  |
| Revidierte Romanisierung: | Hyeondo-gun             |
| McCune-Reischauer:        | Hyŏndo-kun              |

Xuantu (chin.: 玄菟郡, koreanisch Hyeondo-gun) war eine der vier Kommandanturen, die das Han-Reich im Einflussgebiet des bronzezeitlichen Staates Wiman-Joseon nach dessen Untergang 108 v. Chr. errichtete.

## Geschichte
Die Kommandantur Xuantu wurde 107 v. Chr., anders als Lelang, auf dem Gebiet der Yemaek (eines frühen Stammesvolks) errichtet und lag entlang den wichtigsten Landverbindungen zwischen den Staaten im Einzugsgebiet des Amnok/Yalu und der Halbinsel Liaodong. Aufgrund von örtlichem Widerstand durch die einheimische Bevölkerung von Goguryeo war die Kommandantur 75 v. Chr. gezwungen, ihren Standort in das Einzugsgebiet des Hun Jiang zu verlegen. Lelang war somit als einzige Kommandantur übrig und isoliert von Xuantu, da Zhenfan und Lintun bereits 82 v. Chr. abgeschafft worden waren. Xuantu lag demnach im Einflussbereich des Gongsun-Klans von Liaodong und existierte weiterhin bis 106 n. Chr., bis es von Goguryeo erobert wurde.